# Jakob Emanuel Handmann
Jakob Emanuel Handmann (Basilea, 16 agosto 1718 – Berna, 3 novembre 1781) è stato un pittore svizzero,  esponente del rococò.

## Biografia

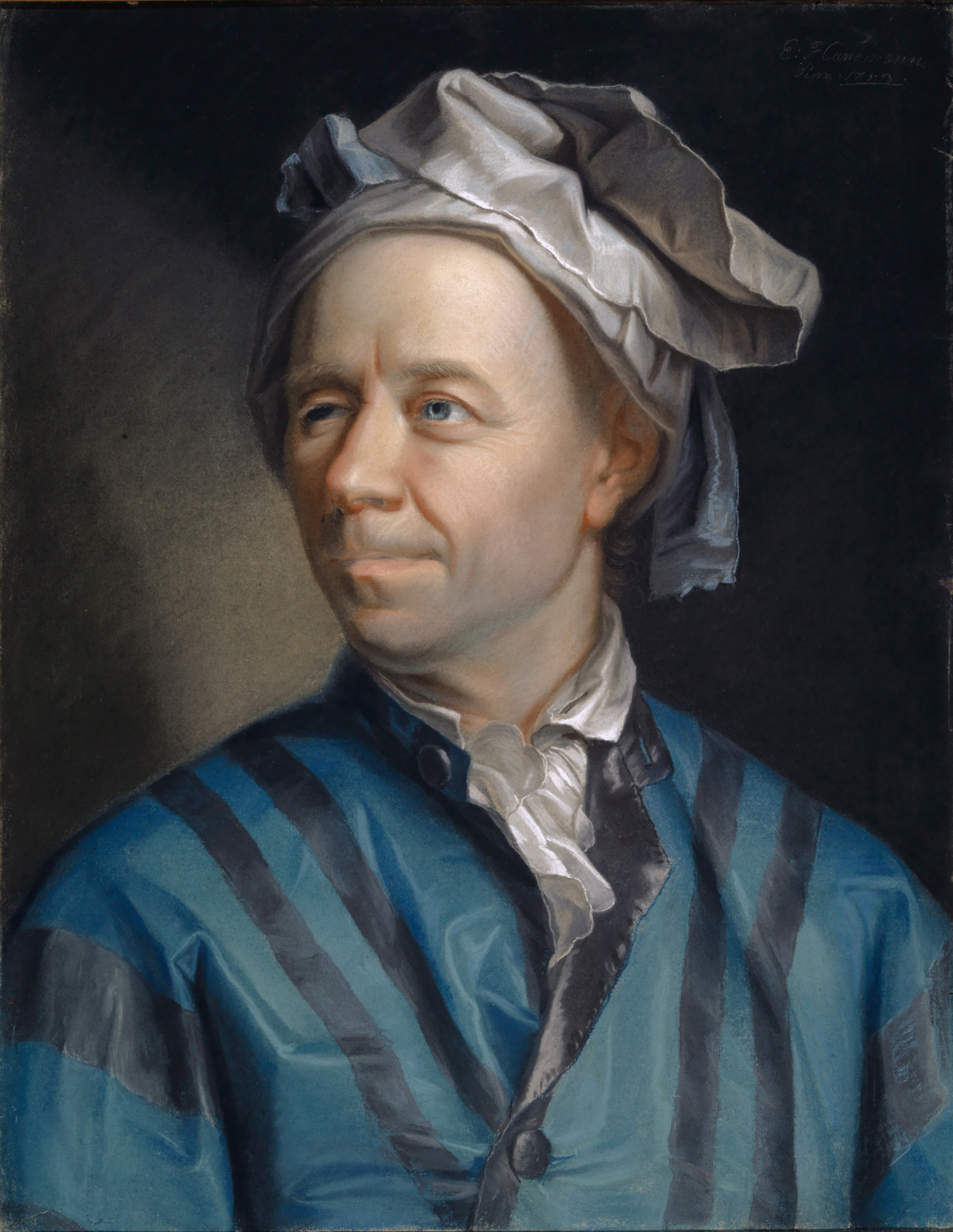
Ritratto di Eulero (1753)

Acquisiti i rudimenti dell'arte in patria presso Johann Schnetzler a Sciaffusa, si trasferì in Francia, dove divenne apprendista di Jean Restout II.
Approfondì i suoi studi pittorici a Roma, dove rimase quattro anni, con Marco Benefial e Pierre Subleyras. Viaggiò anche in Svizzera coll'amico pittore Christian Georg Schütz. Si recò, inoltre, nel 1753 a Berlino, dove eseguì un primo ritratto a pastello di Eulero, seguito nel 1756 da altri due ritratti del medesimo personaggio. 

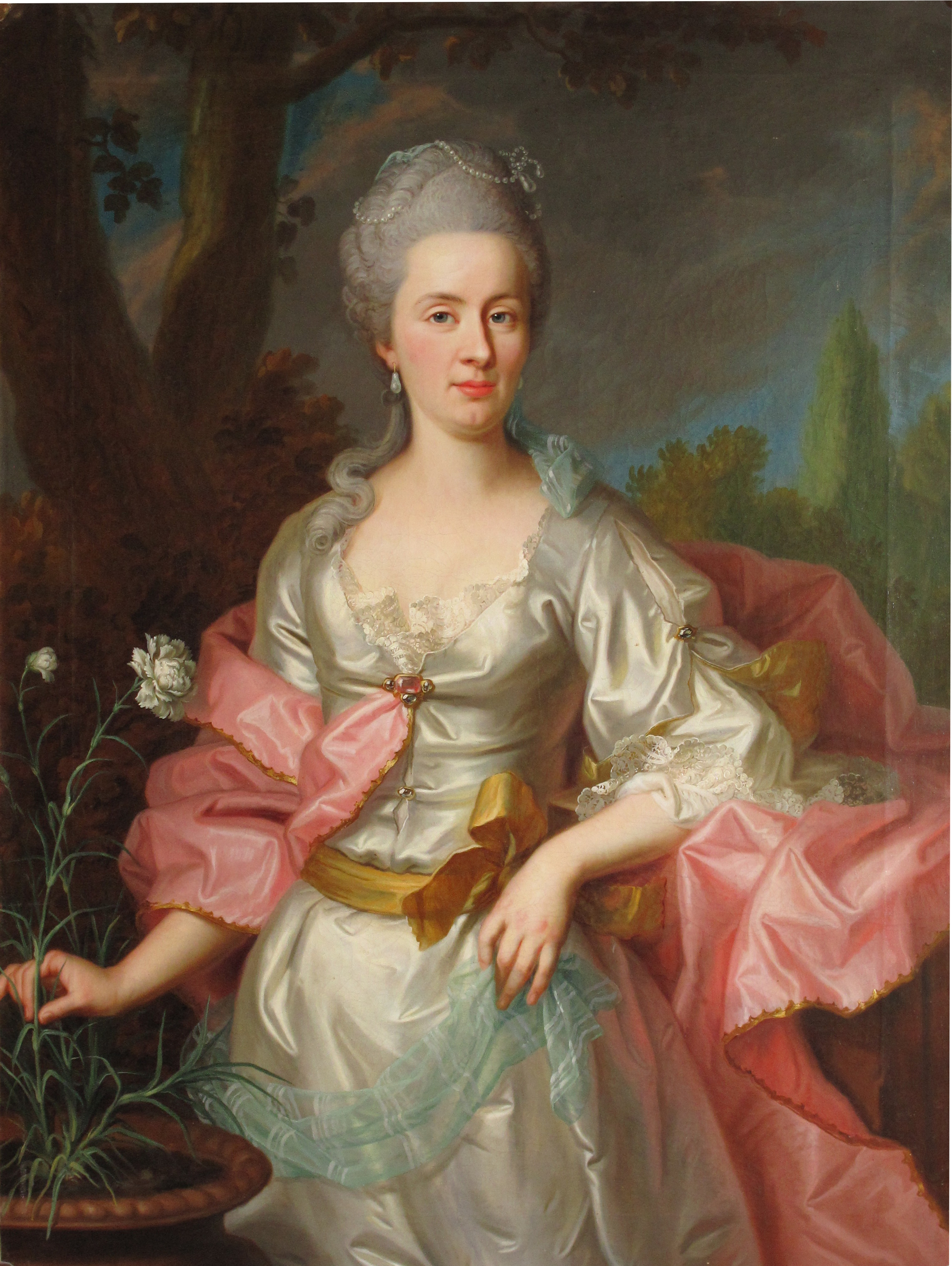
Ritratto di Augusta Katharina Lerber Stürler (1769)

Eseguì principalmente rappresentazioni di soggetti storici e ritratti, ma dipinse anche soggetti religiosi, mitologici e allegorici. e paesaggi
Fu un ritrattista particolarmente prolifico, realizzando oltre 500 dipinti in 36 anni. I suoi ritratti di personaggi illustri, realistici e precisi, furono utilizzati per verificare quali fossero le malattie più comuni in Svizzera nel XVIII secolo. Molti suoi dipinti furono riprodotti per incisione, come i ritratti di Eulero e di Albert Haller. Si trovano sue opere nei musei di Basilea, Berna e Kassel.
Fu suo allievo Sigmund Freudenberger.

## Alcune opere
- Autoritratto, olio su tela, 95,5 × 61,4 cm, 1781, Fondazione Castello di Jegenstorf, Jegenstorf
- Ritratto di Augusta Katharina Lerber Stürler, olio su tela, 118 × 89,3 cm, 1769, Fondazione Castello di Jegenstorf, Jegenstorf
- Ritratto di Eulero, pastello, 1753, Kunstmuseum Basel, Basilea[8]
- Ritratto di Vinzenz Bernhard Tscharner, olio su tela, 1750, Collezione privata[9]
- Ritratto di Johann Ludwig Aberli, olio su tela, 1751, Kunstmuseum Winterthur[10]
- Ritratto di Johanna Margaretha Frisching, pastello su cartone, 1758, Collezione privata[11]
- Ritratto di Katharina Elisabeth Stettler-Brütel, olio su tela, 81,3 × 64,4 cm, 1781, Historisches Museum, Berna[12]
- Euterpe, olio su tela, 95 × 61 cm, 1775, Fondazione Castello di Jegenstorf, Jegenstorf[13]